# Hoplomyzon atrizona
Hoplomyzon atrizona är en fiskart som beskrevs av Myers 1942. Hoplomyzon atrizona ingår i släktet Hoplomyzon och familjen Aspredinidae. Inga underarter finns listade i Catalogue of Life.